# Castelo de Hautefort

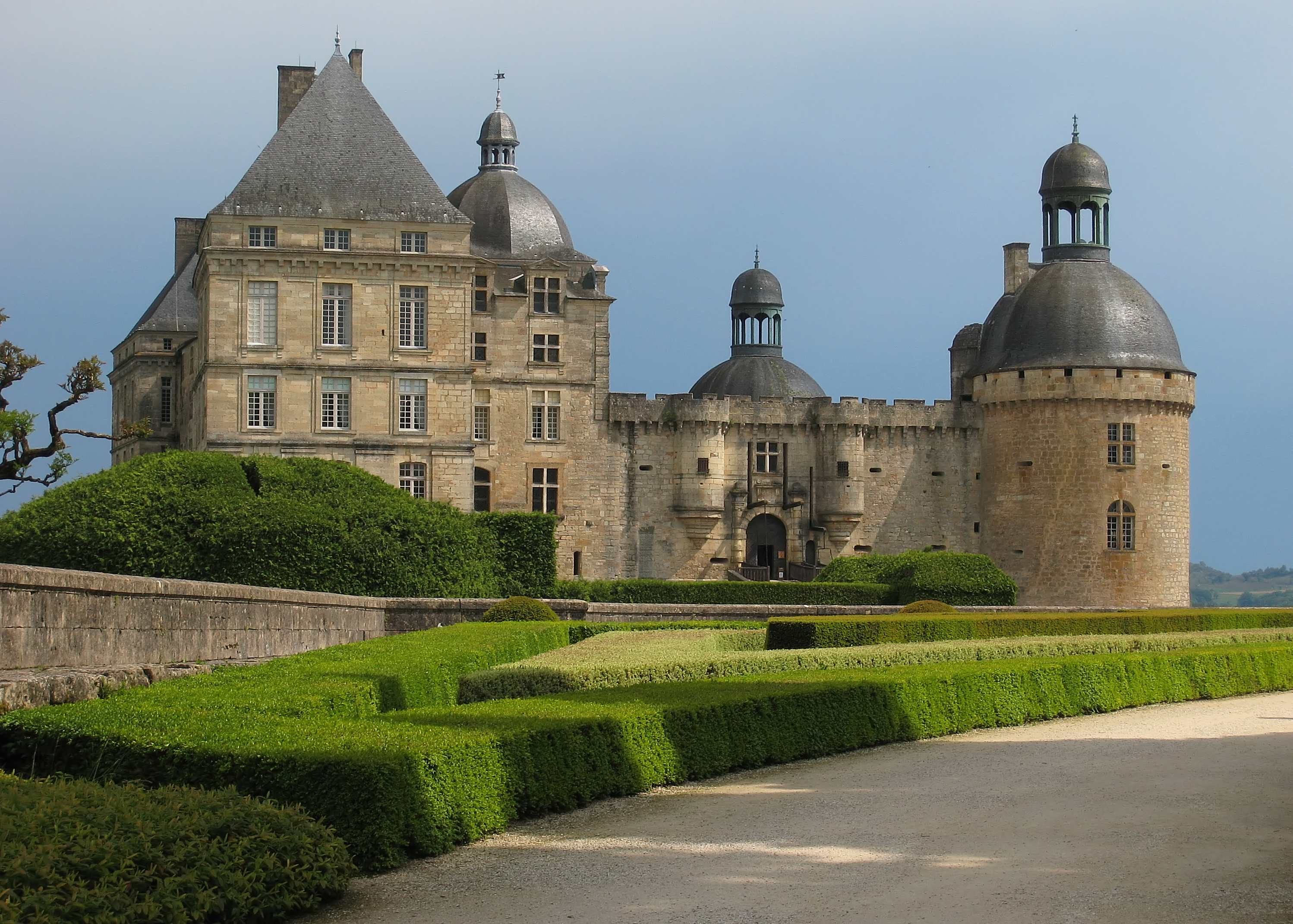
Castelo de Hautefort

O Château de Hautefort é um castelo francês e jardins localizados na cidade de Hautefort, no departamento de Dordonha. O castelo era originalmente uma fortaleza medieval, e foi reconstruído no século XVII e embelezado com um jardim de estilo francês (jardim à la française). Em 1853, o arquiteto paisagista Conde de Choulot remodelou os jardins, acrescentando um jardim paisagístico, jardins geométricos de flores, topiárias imitando as cúpulas do castelo e um longo túnel de vegetação. Ao lado dos jardins formais existe uma colina com um jardim italiano com sinuosos caminhos sombreados. Árvores notáveis no parque incluem uma "Magnolia grandiflora" e um cedro-do-líbano. Os jardins são listados pelo Comitê de Parques e Jardins do Ministério da Cultura da França como um dos Jardins Notáveis da França.

## Na cultura popular
- O Château de Hautefort foi usado no filme de 1966  13  (agora conhecido como  O Olho do Diabo).
- O Château de Hautefort também está presente no filme de 1998 Ever After, estrelado por Drew Barrymore. O castelo foi retratado como o castelo do príncipe Henry. Muitas das cenas do filme foram filmadas na região de Dordogne.